# Samia iole
Samia iole är en fjärilsart som beskrevs av John Obadiah Westwood 1881. Samia iole ingår i släktet Samia och familjen påfågelsspinnare. Inga underarter finns listade.